# Acuerdo político

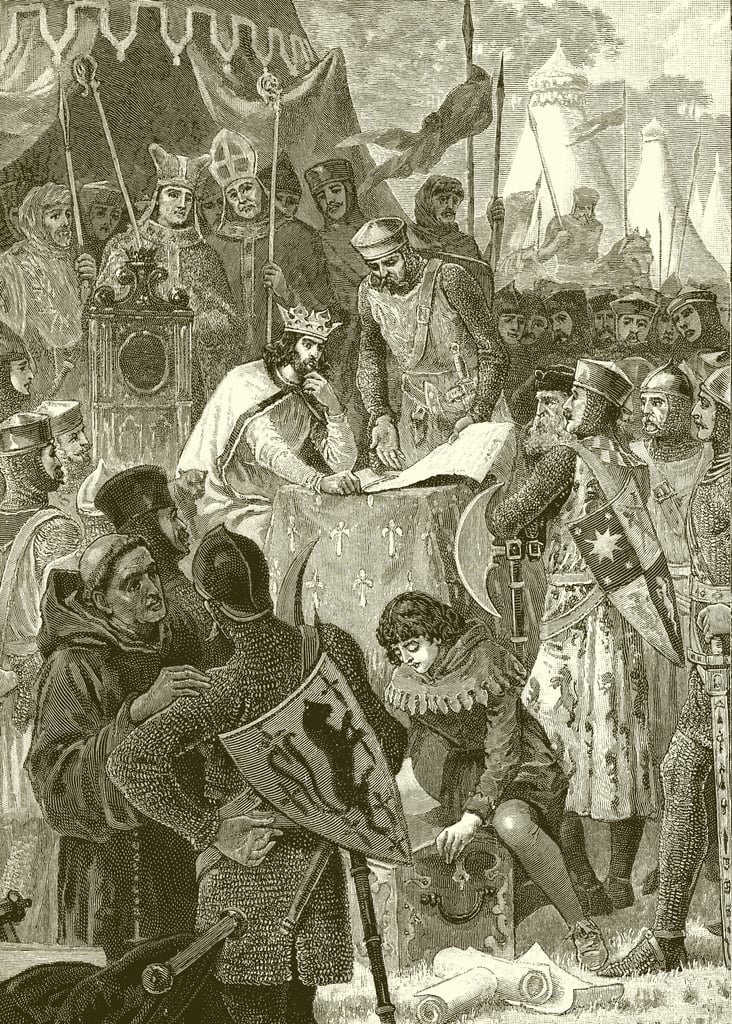
El rey Juan I de Inglaterra firma la Carta Magna —la carta de derechos de los poderosos barones— que ha sido descrita como «el mayor documento constitucional de todos los tiempos —el fundamento de la libertad del individuo contra la autoridad arbitraria del déspota».

Un acuerdo político, pacto político o solución política (elite pact en inglés) es un  entendimiento entre altos dirigentes enfrentados que modera la violencia y la naturaleza de un conflicto tipo «el ganador se lo lleva todo». A menudo se entiende que estos acuerdos transforman una gobernanza autocrática en otra más pluralista. Sin embargo, opiniones discrepantes consideran que el acuerdo político es normativamente neutral; es decir, que no necesariamente favorece una u otra forma de gobernanza, sino que simplemente establece un entendimiento entre las partes en conflicto, sin modificar inherentemente las estructuras de poder o el régimen político.
Este concepto en la teoría política es parte de la teoría de la élite y la construcción del Estado. Joel Migdal ha sugerido que el concepto de acuerdos políticos tiene un origen que se remonta al trabajo de Barrington Moore. Los acuerdos políticos son los marcos para gobernar un Estado establecidos por las élites, ya sea a través de procesos formales o de manera informal (acuerdo de caballeros) a lo largo del tiempo. 
Existen numerosas definiciones de acuerdos políticos, que a menudo incluyen un énfasis en los entendimientos entre élites que generan las condiciones necesarias para poner fin al conflicto o mantener la paz. En 2011, el Informe sobre el desarrollo mundial del el Banco Mundial sugirió una nueva terminología para los acuerdos políticos con el concepto de «coaliciones suficientemente buenas».
Los acuerdos políticos pueden articularse explícitamente (plasmarse en un documento, como un acuerdo de paz o una constitución).
Verena Fritz y Alina Rocha Menocal publicaron un artículo en 2007 en el que argumentaban que los acuerdos políticos son un “dominio” en el corazón de todos los procesos de construcción del Estado. Relacionan el concepto con una teoría estatal más amplia (incluidas las cuestiones de elecciones y legitimidad). Destacan que los acuerdos políticos no son acontecimientos aislados, sino que evolucionan con el tiempo.
Thomas Carothers y Marina Ottaway, del Carnegie Endowment for International Peace, también han hecho importantes contribuciones sobre el establecimiento de acuerdos políticos en los estados modernos (en particular los que son democráticos desde hace poco tiempo). La obra de JC Scott Seeing Like a State, explora las rutas a través de las cuales los acuerdos políticos en la Europa medieval comenzaron a consolidar estructuras estatales formales.
Más recientemente, Christine Bell, del Programa de Investigación de Acuerdos Políticos, ha sostenido que el análisis de los acuerdos políticos debe centrarse en cómo entenderlos y apoyarlos y, al mismo tiempo, permitir la transformación hacia otras formas de inclusión más amplias.
En ciencia política, el concepto de «acuerdo político» es distinto de los procesos de corto plazo que buscan pactos entre altos dirigentes, como un «proceso de paz» o un «acuerdo de paz». Las negociaciones y los acuerdos de paz pueden ser parte del proceso de alcanzar este concepto, pero el acuerdo político no es la firma, ni el documento, ni su contenido, sino el período de tiempo durante el cual se mantiene, que puede durar días o siglos.
El politólogo Patrick Chabal ha sugerido, en cambio, que el concepto de acuerdo político resulta habitualmente menos útil que el de «sedimentación política», el residuo de la acomodación de las élites que queda después de un período de conflicto explícito.
El término «acuerdo político» es utilizado actualmente por importantes organismos de desarrollo, a pesar de la confusión sobre qué significa exactamente y las dudas sobre cómo ayuda a los actores del desarrollo a intervenir de manera más eficaz para apoyar una solución política estable, abierta e inclusiva.